# Steve Schlachter
Steve Schlachter (in ebraico סטיב שלכטר‎?; New York, 30 giugno 1954) è un ex cestista statunitense naturalizzato israeliano.

## Carriera
Con Israele ha disputato tre edizioni dei Campionati europei (1981, 1983, 1985).

## Palmarès
- Coppa di Israele: 1

Bnei Herzliya: 1994-95